# Hyposaurus
Hyposaurus is een geslacht van uitgestorven krokodilachtigen, verwant aan Dyrosaurus. Fossielen ervan werden gevonden in gesteenten uit het Paleoceen uit de Maria Farinhaformatie in Pernambuco, Brazilië, het Iullemmedenbassin in West-Afrika en in het Maastrichtien in New Jersey.